# La Francheville
|  | Per a altres significats, vegeu «Francheville». |

La Francheville és un municipi francès al departament de les Ardenes de la regió de Gran Est. L'any 2007 tenia 1.592 habitants.

## Demografia

### Població
El 2007 la població de fet de La Francheville era de 1.592 persones. Hi havia 617 famílies de les quals 140 eren unipersonals (47 homes vivint sols i 93 dones vivint soles), 186 parelles sense fills, 260 parelles amb fills i 31 famílies monoparentals amb fills.
La població ha evolucionat segons el següent gràfic:

### Habitatges
El 2007 hi havia 638 habitatges, 623 eren l'habitatge principal de la família, 2 eren segones residències i 13 estaven desocupats. 583 eren cases i 52 eren apartaments. Dels 623 habitatges principals, 464 estaven ocupats pels seus propietaris, 153 estaven llogats i ocupats pels llogaters i 6 estaven cedits a títol gratuït; 1 tenia una cambra, 16 en tenien dues, 55 en tenien tres, 184 en tenien quatre i 367 en tenien cinc o més. 471 habitatges disposaven pel capbaix d'una plaça de pàrquing. A 271 habitatges hi havia un automòbil i a 289 n'hi havia dos o més.

### Piràmide de població
La piràmide de població per edats i sexe el 2009 era:
| Homes | Edats   | Dones |
| ----- | ------- | ----- |
| 0     | 95 o +  | 4     |
| 0     | 90 a 94 | 0     |
| 4     | 85 a 89 | 4     |
| 4     | 80 a 84 | 8     |
| 28    | 75 a 79 | 28    |
| 24    | 70 a 74 | 28    |
| 32    | 65 a 69 | 40    |
| 44    | 60 a 64 | 32    |
| 36    | 55 a 59 | 52    |
| 48    | 50 a 54 | 52    |
| 64    | 45 a 49 | 60    |
| 88    | 40 a 44 | 64    |
| 76    | 35 a 39 | 64    |
| 72    | 30 a 34 | 76    |
| 24    | 25 a 29 | 28    |
| 40    | 20 a 24 | 24    |
| 56    | 15 a 19 | 88    |
| 72    | 10 a 14 | 60    |
| 68    | 5 a 9   | 36    |
| 40    | 0 a 4   | 52    |

## Economia
El 2007 la població en edat de treballar era de 1.028 persones, 765 eren actives i 263 eren inactives. De les 765 persones actives 695 estaven ocupades (372 homes i 323 dones) i 70 estaven aturades (35 homes i 35 dones). De les 263 persones inactives 77 estaven jubilades, 95 estaven estudiant i 91 estaven classificades com a «altres inactius».

### Ingressos
El 2009 a La Francheville hi havia 635 unitats fiscals que integraven 1.614 persones, la mediana anual d'ingressos fiscals per persona era de 19.659 €.

### Activitats econòmiques
Dels 56 establiments que hi havia el 2007, 4 eren d'empreses extractives, 3 d'empreses alimentàries, 2 d'empreses de fabricació de material elèctric, 2 d'empreses de fabricació d'altres productes industrials, 14 d'empreses de construcció, 9 d'empreses de comerç i reparació d'automòbils, 3 d'empreses de transport, 1 d'una empresa immobiliària, 4 d'empreses de serveis, 10 d'entitats de l'administració pública i 4 d'empreses classificades com a «altres activitats de serveis».
Dels 14 establiments de servei als particulars que hi havia el 2009, 1 era una oficina de correu, 2 paletes, 2 guixaires pintors, 3 fusteries, 2 lampisteries, 3 electricistes i 1 perruqueria.
Dels 2 establiments comercials que hi havia el 2009, 1 era una botiga de menys de 120 m² i 1 una fleca.

## Equipaments sanitaris i escolars
L'únic equipament sanitari que hi havia el 2009 era una farmàcia.
El 2009 hi havia una escola elemental.

## Poblacions properes
El següent diagrama mostra les poblacions més properes.